# 槟榔柯
槟榔柯（学名：Lithocarpus areca）是壳斗科柯属的植物。分布于越南以及中国大陆的广西、云南等地，生长于海拔800米至1,500米的地区，多生长于常绿阔叶林中，目前尚未由人工引种栽培。